# Pts.OF.Athrty
«Pts. OF. Athrty» — сингл американской рок-группы Linkin Park, выпущенный в поддержку альбому Reanimation. Релиз состоялся 15 июля 2002 года на компакт-диске. На сингле представлены ремиксы на песни «By Myself», «High Voltage». Заглавным треком является ремикс «Points of Authority», сделанный лидером синти-рок-группы Orgy Джеем Гордоном и переименованный в «Pts. OF. Athrty».

## Клип
Клип был выпущен 14 июня 2002 года. Режиссёр Джо Хан. Анимационный клип, нарисован при помощи компьютерной графики. Сюжет — космическая война будущего между двумя расами. По ходу «войны» иногда появляются вставки кадров, где головы (именно отрезанные от туловища головы) членов группы поют.

## Список композиций
Слова и музыка всех песен — Linkin Park.
| №  | Название                                            | Автор(ы)    | Длительность |
| -- | --------------------------------------------------- | ----------- | ------------ |
| 1. | «Pts.OF.Athrty»                                     |             | 3:36         |
| 2. | «Buy Myself (remix of By Myself by Marilyn Manson)» | Linkin Park | 4:26         |
| 3. | «H! Vltg3»                                          |             | 3:32         |

Слова и музыка всех песен — Linkin Park.
| №  | Название                                            | Автор(ы)    | Длительность |
| -- | --------------------------------------------------- | ----------- | ------------ |
| 1. | «H! Vltg3»                                          |             | 3:30         |
| 2. | «Pts.OF.Athrty»                                     |             | 3:36         |
| 3. | «Buy Myself (remix of By Myself by Marilyn Manson)» | Linkin Park | 4:26         |

## Позиции в чартах
| Чарт (2002—2004)             | Наивысшая позиция |
| ---------------------------- | ----------------- |
| Canadian Singles Chart       | 4                 |
| UK Singles Chart             | 9                 |
| German Singles Chart         | 31                |
| Australian Singles Chart     | 44                |
| Italian Singles Chart        | 39                |
| Billboard Modern Rock Tracks | 29                |